# De Soto Open Invitational
O De Soto Open Invitational foi uma competição masculina de golfe no PGA Tour realizada uma única vez entre os dias 24 e 27 de março de 1960 no De Soto Lakes Golf & Country Club, em Sarasota, no estado norte-americano da Flórida. O clube é hoje conhecido como Palm-Aire Country Club e fica localizado no Whitfield Avenue and Country Club Way. Foi vencida pelo, aos 47 anos (na época), Sam Snead, dos Estados Unidos.

## Campeão
- 1960 Sam Snead